# Instituto Ling
O Instituto Ling, sediado na cidade brasileira de Porto Alegre, é uma entidade sem fins lucrativos que atua nas áreas de educação, cultura e saúde.

## História
Fundado em 1995 como um gesto de gratidão da família Ling ao Brasil que, na década de 50, acolheu o empresário Sheun Ming Ling e sua esposa Lydia Wong Ling, imigrantes da China, e os permitiu constituir família e prosperar. Inspirados pelo confucionismo e guiados pelo princípio da reciprocidade, buscaram contribuir para a melhoria do país através da educação. Assim iniciou o primeiro programa de bolsas de estudo da entidade para alunos de pós-graduação, voltado a brasileiros que fossem cursar MBA no exterior.
Desde a sua fundação, o Instituto Ling destinou mais de US$ 8 milhões a programas de bolsas de estudo, a maior parte destes para projetos de mestrado e pós-graduação em universidades de primeira linha nos Estados Unidos e na Europa, presentes em rankings como Business Week, Financial Times, US NEWS, The Economist, Poets and Quants e QS.
Os bolsistas do Instituto Ling têm a oportunidade de estudar em universidades como Harvard, Yale, Stanford, Columbia, Georgetown e Chicago. 
Em 2014, a entidade inaugurou o seu centro cultural na cidade de Porto Alegre. Localizado no bairro Três Figueiras, o prédio foi projetado pelo arquiteto Isay Weinfeld e é reconhecido pela arquitetura contemporânea e pelo design minimalista.
No ano de 2015, os investimentos em saúde foram direcionados ao projeto de implantação do Centro de Oncologia Lydia Wong Ling, referência internacional em prevenção, diagnóstico e tratamento do câncer, iniciativa da Associação Hospitalar Moinhos de Vento.
Em 2019, a Santa Casa de Misericórdia foi beneficiada com recursos para a construção de um novo complexo hospitalar em Porto Alegre, destinado a população atendida pelo Sistema Único de Saúde (SUS).

## Atividades culturais
Aberto ao público, oferece regularmente atividades culturais como teatro, música, cinema, literatura e artes visuais. Já recebeu exposições temporárias de artistas como Nelson Felix, Karin Lambrecht, Carlos Vergara, Gisela Waetge, Carlos Fajardo, José Patrício, Laura Vinci, Sérvulo Esmeraldo, Walmor Corrêa, Luiz Carlos Felizardo, Daniel Senise , Sérgio Sister, Romy Pocztaruk, Iole de Freitas e Nuno Ramos.
No acervo permanente da instituição, obras de artistas contemporâneos do Brasil, como Nelson Felix, Siron Franco, Vik Muniz, Shirley Paes Leme, Dudi Maia Rosa, Elida Tessler, Frida Baranek, Leopoldo Plentz, Ivan Serpa, Karin Lambrecht, Karen Axelrud, Cristina Canale, Hugo França e Walmor Corrêa.
Na área de música, a instituição recebeu shows de artistas de destaque nacional como Léo Gandelman, Wagner Tiso, Hamilton de Holanda, Bluebell, Hercules Gomes, Mauro Senise e Arthur Nestrovski. O público também teve a oportunidade de assistir shows internacionais de jazz com músicos como Mike Moreno, Victor Biglione, Mauricy Martin, Alan Smith, Anders Helmerson, Dexter Romweber e Maurice John Vaughn.  Na música erudita, nomes como Angélica de la Riva, Gabriella Di Laccio, Cristina Capparelli e Alon Goldstein já participaram da programação da instituição.
Além da diversidade de atividades culturais, o Instituto Ling também promove cursos livres de curta duração. Entre os professores que já ministraram atividades no centro cultural, nomes como Charles Watson, Zuza Homem de Mello, Eduardo Bueno, Fernando Schüler, Carlos Gerbase, Sergius Gonzaga, Donaldo Schüler, Carla Barth, Pedro Gonzaga, Eduardo Wolf e Kathrin Rosenfield. Desde a sua abertura, o Instituto Ling promoveu mais de 400 cursos nas mais diversas área do conhecimento - Filosofia, Cinema, História, Literatura, Arte e Temas Contemporâneos. Destaque também para a oferta de cursos livres de Gastronomia, ministrados por chefs como Marcelo Schambeck, Rodrigo Bellora, Leonardo Magni, Liliana Andriola, Nati Tussi, Elisa Prenna e Vico Crocco, entre outros.
Em 2020, como adequação às restrições da pandemia da Covid-19, passou a ofertar também programação em formato on-line.